# Sidney Tarrow
Sidney George Tarrow (3 de noviembre de 1938) es un profesor emérito de ciencia política y sociología, conocido por su investigación en política comparada, movimientos sociales, partidos políticos, acción colectiva y sociología política.

## Biografía
Graduado de la Universidad de Syracuse (1960) en Estudios Americanos; Magíster de la Universidad de Columbia (1961) en Derecho Público y Gobierno; Doctorado de Universidad de California, Berkeley (1965) en Ciencia Política.
Actualmente es Profesor Emérito de Gobierno y Sociología en la Universidad de Cornell.

## Pensamiento
El primer área de interés de Tarrow fue el estudio del comunismo en la década de 1960. En los 1970s se dedicó al estudio comparativo de la política local y durante los 1980s al estudio de los movimientos sociales y los ciclos de protesta (o "ciclos de contención"). Especialista en política europea y sociedad, Sidney Tarrow ha escrito ampliamente sobre política italiana y francesa, relaciones centro-periferia y política contenciosa. Tarrow es un experto en los nuevos movimientos sociales y, más en general, en los fenómenos de comportamiento contencioso.
Su libro de 1998, Poder en el Movimiento, analiza las fuentes culturales, organizacionales y personales del poder de los movimientos sociales, haciendo hincapié en que el ciclo de vida de los movimientos sociales es una parte de la lucha política influenciada por la existencia (o falta) de estructuras de oportunidades políticas. Los cinco elementos de la estructura de oportunidades políticas incluyen: 1) aumentar el acceso, 2) mejores alineaciones, 3) élites divididas, 4) aliados influyentes y 5)  represión y facilitación.
Tarrow escribe que, a diferencia de las instituciones políticas o económicas, el poder de los movimientos sociales es menos evidente, pero igual de real. En su libro, Tarrow intenta explicar la historia cíclica de los movimientos sociales (visible en la forma de ciclos de protesta). También muestra cómo los movimientos pueden afectar a diferentes esferas de la vida, como la vida personal, las reformas políticas y la cultura política. También incluye una lista de cuatro requisitos para la sostenibilidad de los movimientos sociales: 1) las oportunidades políticas, 2) redes sociales difusas 3) formas conocidas de acción colectiva (también conocidas como los repertorios de contención de Charles Tilly), y 4) marcos culturales que puede resonar entre la población.
En 2001, Tarrow junto a Doug McAdam y Charles Tilly, publicaron Dinámica de la Contienda Política (2001), en la que los autores amplían su definición de movimiento social para abarcar un amplio espectro de formas de contienda. Esto fue seguido por Tarrow en El Nuevo Activismo Transnacional (2005), en el que aplica este marco para explicar los nuevos ciclos de contención transnacionales, y por el libro de Tilly Política Contenciosa (2006). Actualmente está trabajando en derechos humanos internacionales.
También forma parte del consejo consultivo de la Facultad de Paz Palestino-Israelí-EE. UU., una red de Palestinos, Israelíes, estudiosos internacionales y estudiantes, trabajando en el fin de la ocupación Israelí de los territorios Palestinos y la paz justa.

## Publicaciones
Publicaciones Seleccionadas (inglés):
- Peasant Communism in Southern Italy, New Haven, Connecticut: Yale University Press, 1967; (revised and translated as Partito comunista e contadini nel Mezzogiorno, Turin: Giulio Einaudi, ed., 1972).
- Between Center and Periphery: Grassroots Politicians in Italy and France, Yale University Press, 1977; (translated as Tra centro e periferia, Il Mulino, 1979).
- Democracy and Disorder, Oxford University Press, 1989 (revised and translated as Democrazia e disordine, Laterza, 1990).
- Power in Movement: Collective Action, Social Movements and Politics, Cambridge University Press, 1994. (Spanish trans.: El Poder en Movimiento, Alianza, 1998; revised as Power in Movement: Social Movements and Contentious Politics, Cambridge University Press, 1998).
- The New Transnational Activism, Cambridge University Press, 2005.
- (con Bert Klandermans and Hanspeter Kriesi, eds.) From Structure to Action: Comparing Social Movement Research Across Cultures, International Social Movement Research I, (JAI Press, 1988).
- (con David S. Meyer) The Social Movement Society: Contentious Politics for a New Century. Rowman & Littlefield, 1998.
- (con Doug Imig) Contentious Europeans: Protest and Politics in a Europeanizing Polity. Rowman and Littlefield, 2001.
- (con Doug McAdam and Charles Tilly) Dynamics of Contention. Cambridge University Press, 2001.
- (con Ron Aminzade, et al.) Silence and Voice in the Study of Contentious Politics. Cambridge U. Press, 2001.
- (con Donatella della Porta) Transnational Protest and Global Activism, Rowman and Littlefield, 2005.
- The New Transnational Activism, Cambridge U. Press, 2005.
- Strangers at the Gates: Movements and States in Contentious Politics, Cambridge University Press, 2012.